# Амарашти (Валча)
Амарашти (рум. Amărăşti) насеље је у Румунији у округу Валча у општини Амарашти. Oпштина се налази на надморској висини од 216 m.

## Становништво
Према подацима из 2002. године у насељу је живело 2145 становника, од којих су сви румунске националности.

### Хронологија
| Година       | 1992 | 1993 | 1994 | 1995 | 1996 | 1997 | 1998 | 1999 | 2000 | 2001 | 2002 | 2003 | 2004 | 2005 | 2006 | 2007 | 2008 | 2009 | 2010 | 2011 | 2012 | 2013 | 2014 | 2015 | 2016 | 2017 |
| ------------ | ---- | ---- | ---- | ---- | ---- | ---- | ---- | ---- | ---- | ---- | ---- | ---- | ---- | ---- | ---- | ---- | ---- | ---- | ---- | ---- | ---- | ---- | ---- | ---- | ---- | ---- |
| Становништво | 2458 | 2415 | 2351 | 2326 | 2303 | 2250 | 2180 | 2160 | 2123 | 2153 | 2146 | 2101 | 2076 | 2054 | 2023 | 2004 | 1977 | 1973 | 1949 | 1939 | 1942 | 1894 | 1875 | 1831 | 1793 | 1763 |